# روکو ریوس نوو
روکو ریوس نوو (انگلیسی: Rocco Ríos Novo؛ زادهٔ ۴ ژوئن ۲۰۰۲) بازیکن فوتبال است.
وی همچنین در تیم‌های ملی فوتبال Argentina national under-17 football team بازی کرده‌است.